# Kerinci
Il monte Kerinci (scritto anche Kerintji; altri nomi: Gunung Kerinci, Gadang, Berapi Kurinci, Kerinchi, Korinci) è il più alto vulcano dell'Indonesia, e con i suoi 3.805 metri sul livello del mare anche il più alto picco dell'isola di Sumatra.